# Mikoláivka (Sumy)
Mikoláivka (en ucraniano: Миколаївка, romanizado: Mykoláivka; en ruso: Николаевка, romanizado: Nikoláyevka) es un pueblo ucraniano perteneciente al óblast de Sumy. Situado en el norte del país, es parte del raión de Sumy y centro del municipio (hromada) homónimo.

## Toponimia
Hasta 1957, el nombre del lugar era Mikoláivka-Virivska (en ucraniano: Миколаївка-Вирівська, romanizado: Mykoláivka-Vyryvska). Entre 1957 y 2016 se denominó Zhovtneve (en ucraniano: Жовтневе; en ruso: Жовтневое, romanizado: Zhovtnévoye) en honor a la Revolución de Octubre, hasta que fue cambiado por las leyes de descomunización de Ucrania.

## Geografía
Mikoláivka está situada en la orilla izquierda del río Vir, 36 km al sur de Bilopilia y 45 km al oeste de Sumy. 

## Historia
Mikoláivka-Virivska fue fundada a finales del siglo XVII, y llegó a ser el centro del vólost de Uliánovka del uyezd de Sumy de la gobernación de Járkov del Imperio ruso.
Durante la Segunda Guerra Mundial, el pueblo estuvo ocupada por las tropas de la Wehrmacht entre el 15 de octubre de 1941 y 1943.
Zhovtneve recibió el estatus de asentamiento de tipo urbano en 1957.
En 2016, en el curso de la descomunización en Ucrania, el pueblo volvió a tener su antiguo nombre.  
Hasta el 18 de julio de 2020, MIkoláivka formó parte del raión de Bilopilia. El raión se abolió en julio de 2020 como parte de la reforma administrativa de Ucrania, que redujo el número de raiones del óblast de Sumy a cuatro. El área del raión de Bilopilia se fusionó con el raión de Sumy.En 2023, MIkoláivka perdió el estatus de asentamiento de tipo urbano en la legislación ucraniana debido a la eliminación de este estatus administrativo.

## Demografía
La evolución de la población de Mikoláivka entre 1959 y 2022 fue la siguiente:
| 4445                                                          | 7521 | 4462 | 4768 | 4457 | 4350 | 4212 | 4147 |
| (Fuente: Cities & Towns of Ukraine y UKRAINE: Größere Städte) |      |      |      |      |      |      |      |

Según el censo de 2001, la lengua materna de la mayoría de los habitantes, el 95,88%, es el ucraniano; del 3,93% es el ruso.

## Infraestructura

### Transporte
Por el pueblo discurre la carretera comarcal P-61 y la carretera T-1906.  

## Personas importantes
- Andri Derizemlia (1977): deportista ucraniano que compitió en biatlón.
- Artem Tishchenko (1993): deportista ucraniano que compite en biatlón.